# Slavomír Ondrejovič
Slavomír Ondrejovič (ur. 17 kwietnia 1946 w Łuczeńcu) – słowacki językoznawca. Do jego zainteresowań naukowo-badawczych należą: socjolingwistyka, semantyka leksykalna, składnia, fonetyka, ortoepia, językoznawstwo ogólne, lingwistyka komputerowa. Tłumaczy z języka niemieckiego.
W latach 1965–1970 studiował na Wydziale Filozoficznym Uniwersytetu Komeńskiego w Bratysławie (język słowacki i rosyjski). W 1977 r. uzyskał „mały doktorat” (PhDr.), w 1984 roku został kandydatem nauk, a w 2000 roku – docentem. W 1977 roku został zatrudniony w Słowackiej Akademii Nauk, w Instytucie Językoznawstwa.

## Wybrana twórczość
- Medzi slovesom a vetou: problémy slovesnej konverzie (Bratysława: Veda, 1989)
- Encyklopédia jazykovedy (Bratysława: Obzor 1993) (autor 294 haseł)
- Sedem a pol: zápisky z tzv. vedeckej turistiky (Bratysława: Veda, 2006)
- Hovorená podoba spisovnej slovenčiny (Bratysława: Veda, 2007) (redaktor)
- Jazyk, veda o jazyku, societa: sociolingvistické etudy (Bratysława: Veda, 2008)